# Grammy Award for Best Tropical Latin Album

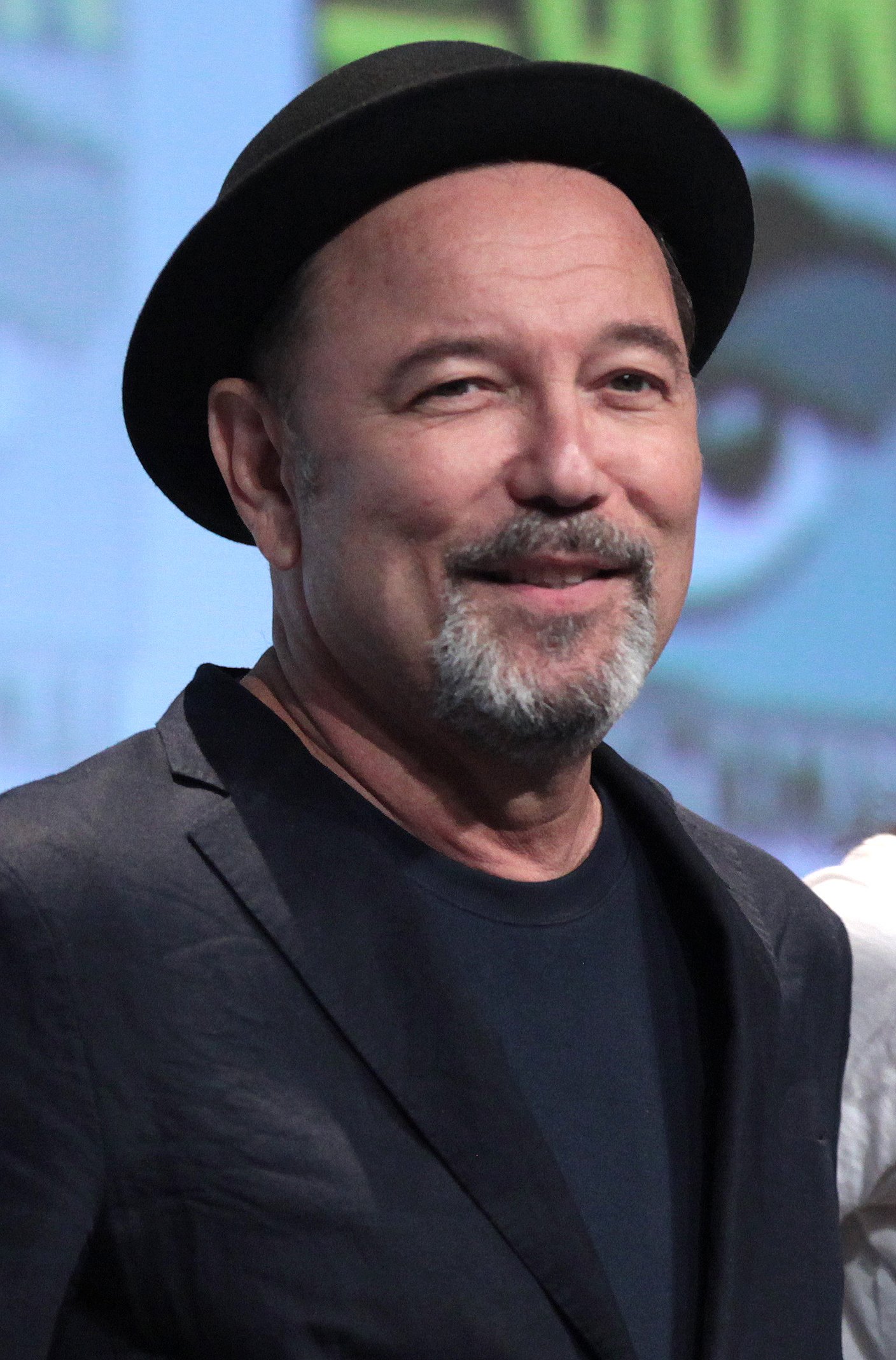
Ruben Blades hat den Grammy Award for Best Tropical Latin Album bisher sieben Mal gewonnen

Der Grammy Award for Best Tropical Latin Album, auf Deutsch „Grammy-Auszeichnung für das beste Tropical-Latin-Album“, ist ein Musikpreis, der seit dem Jahr 1984 von der amerikanischen Recording Academy im Bereich der lateinamerikanischen Musik verliehen wird.

## Geschichte und Hintergrund
Die seit 1959 verliehenen Grammy Awards werden jährlich in zahlreichen Kategorien von der Recording Academy in den Vereinigten Staaten vergeben, um künstlerische Leistung, technische Kompetenz und hervorragende Gesamtleistung ohne Rücksicht auf die Albenverkäufe oder Chartposition zu würdigen.
Eine dieser Kategorien ist der Grammy Award for Best Tropical Latin Album. Der Preis wird seit 1984 verliehen und hat mehrere Namensänderungen erfahren:
- Von 1984 bis 1991 und dann wieder von 1995 bis 1999 wurde die Auszeichnung Grammy Award for Best Tropical Latin Performance genannt.
- Von 1992 bis 1994 hieß sie Grammy Award for Best Tropical Latin Album.
- Im Jahr 2000 nannte sich der Preis Grammy Award for Best Traditional Tropical Latin Performance.
- Von 2001 bis 2010 wurde die Bezeichnung Grammy Award for Best Traditional Tropical Latin Album verwendet.
- Seit dem Jahr 2011 heißt die Kategorie wieder Grammy Award for Best Tropical Latin Album.

Rubén Blades hat mit sieben Auszeichnungen die meisten Siege in dieser Kategorie erzielt. Ihm folgt Israel López „Cachao“ mit vier Siegen (einer davon posthum im Jahr 2012). Gloria Estefan, Eddie Palmieri und Tito Puente haben bisher drei Mal die Auszeichnung gewonnen. Willie Colón hält den Rekord für die meisten Nominierungen ohne Sieg mit acht Nominierungen.

## Gewinner und Nominierte
| Jahr                 | Gewinner                                                         | Nationalität            | Album                                                                            | Nominierte | Bild des/der Gewinner(s) |
| -------------------- | ---------------------------------------------------------------- | ----------------------- | -------------------------------------------------------------------------------- | --- | ------------------------ |
| 1984                 | Tito Puente und sein Latin Ensemble                              | Vereinigte Staaten      | On Broadway                                                                      | - Corazón abierto – Willie Colón - El que la hace la paga – Rubén Blades - Mongo Magic – Mongo Santamaría - Tremendo trío – Ray Barretto, Celia Cruz und Adalberto Santiago                                                                    |                          |
| 1985                 | Eddie Palmieri                                                   | Vereinigte Staaten      | Palo pa’ rumba                                                                   | - Bien sabroso! – Poncho Sánchez - In Alaska: Breaking the Ice – El Gran Combo de Puerto Rico - Buscando América – Rubén Blades - Criollo – Willie Colón - Y ahora! – Los Socios del Ritmo                                                     |                          |
| 1986                 | Eddie Palmieri                                                   | Vereinigte Staaten      | Solito                                                                           | - Noche de discothèque – Bonny Cepeda und Orchester - De nuevo – Celia Cruz und Johnny Pacheco - Free Spirit – Espiritu libre – Mongo Santamaría and his Latin Jazz Orchestra - Mucho mejor – Rubén Blades                                     |                          |
| 1987                 | Rubén Blades                                                     | Panama                  | Escenas                                                                          | - Afro-Cuban Jazz – Mario Bauza - Especial No. 5 – Willie Colón - Homenaje a Beny Moré, Vol. 3 – Celia Cruz und Tito Puente - Nueva cosecha – Willie Rosario                                                                                   |                          |
| 1988                 | Eddie Palmieri                                                   | Vereinigte Staaten      | La verdad – The Truth                                                            | - Agua de luna (Moon Water) – Rubén Blades - Aquí se puede – Ray Barretto - Caribbean Express – Caribbean Express - Strikes Back – Héctor Lavoe - The Winners – Celia Cruz und Willie Colón                                                    |                          |
| 1989                 | Rubén Blades und Son del Solar                                   | Panama                  | Antecedente                                                                      | - La salsa soy yo – Oscar D’León - Mister E. – Pete Escovedo - Salsobita – Johnny Pacheco und Pete Rodríguez - Sigo atrevido – Eddie Santiago                                                                                                  |                          |
| 1990                 | Celia Cruz und Ray Barretto                                      | Kuba Vereinigte Staaten | Ritmo en el corazón                                                              | - Animation – Wilfrido Vargas - Azúcar – Eddie Palmieri - Irresistible – Ray Barretto - Top Secrets/Altos secretos – Willie Colón |                          |
| 1991                 | Tito Puente                                                      | Vereinigte Staaten      | Lambada timbales                                                                 | - Amiga – Luis Enrique - Color Americano – Willie Colón - Mama Guela – Poncho Sánchez - Tito Puente presents Millie P. – Tito Puente und Millie P.                                                                                             |                          |
| 1992                 | Juan Luis Guerra                                                 | Dominikanische Republik | Bachata rosa                                                                     | - Caminando – Rubén Blades - Luces del alma – Luis Enrique - A Night at Kimball’s East – Poncho Sánchez - The Mambo King 100th LP – Tito Puente                                                                                                |                          |
| 1993                 | Linda Ronstadt                                                   | Vereinigte Staaten      | Frenesí                                                                          | - Soy dichoso – Ray Barretto - Amor y control – Rubén Blades - Tributo a Ismael Rivera – Celia Cruz - Gracias – El Gran Combo de Puerto Rico                                                                                                   |                          |
| 1994                 | Gloria Estefan                                                   | Kuba                    | Mi tierra                                                                        | - Hecho en Puerto Rico – Willie Colón - Azúcar negra – Celia Cruz - First Class International – El Gran Combo de Puerto Rico - Areíto – Juan Luis Guerra - Dilema – Luis Enrique                                                               |                          |
| 1995                 | Israel López "Cachao"                                            | Kuba Vereinigte Staaten | Master Sessions Vol. 1                                                           | - Fogaraté! – Juan Luis Guerra - Luis Enrique – Luis Enrique - La aventura – Orquesta de la Luz - Cara de niño – Jerry Rivera |                          |
| 1996                 | Gloria Estefan                                                   | Kuba                    | Abriendo puertas                                                                 | - Tras la tomenta – Willie Colón und Rubén Blades - Irrepetible – Celia Cruz - Master Sessions, Vol. 2 – Israel López "Cachao" - Todo a su tiempo – Marc Anthony                                                                               |                          |
| 1997                 | Rubén Blades                                                     | Panama                  | La rosa de los vientos                                                           | - Dicen que … – Albita - DLG – Dark Latin Groove - El sonero del mundo – Oscar D’León - Fresco – Jerry Rivera - Tony Vega – Tony Vega |                          |
| 1998                 | Ry Cooder                                                        | Vereinigte Staaten      | Buena Vista Social Club                                                          | - Una mujer como yo – Albita - A toda Cuba le gusta – Afro-Cuban All Stars - Sobre el fuego – La India - Llévame contigo – Olga Tañón |                          |
| 1999                 | Marc Anthony                                                     | Vereinigte Staaten      | Contra La Corriente                                                              | - Mi vida es cantar – Celia Cruz - Suavemente – Elvis Crespo - El rumbero del piano – Eddie Palmieri - Live at Birdland – Dancemania ’99 – Tito Puente - Babalú ayé – Chucho Valdés und Irakere                                                |                          |
| 2000                 | Tito Puente                                                      | Vereinigte Staaten      | Mambo Birdland                                                                   | - Late Night Sessions – Caravana Cubana - Buena Vista Social Club Presents Ibrahim Ferrer – Ibrahim Ferrer - Songs from a Little Blue House – Juan Carlos Formell - Sublime ilusión – Eliades Ochoa                                            |                          |
| 2001                 | Gloria Estefan                                                   | Kuba                    | Alma caribeña                                                                    | - Rhythms for a New Millennium – Alex Acuña y su Acuarela de Tambores - Cuba Linda – Israel López "Cachao" - Tribute to the Cuarteto Patria – Eliades Ochoa - Buena Vista Social Club Presents: Omara Portuondo – Omara Portuondo              |                          |
| 2002                 | Carlos Vives                                                     | Kolumbien               | Déjame entrar                                                                    | - Las flores de la vida – Compay Segundo - Chanchullo – Rubén González - Canto – Los Super Seven - La charanga eterna – Orquesta Aragón |                          |
| 2003                 | Bebo Valdés mit Israel López "Cachao" und Carlos "Patato" Valdés | Kuba                    | El arte del sabor                                                                | - Generoso qué bueno toca usted – Grand Afro Cuban Orchestra of Generoso Jiménez - En route – Orquesta Aragón - Mi ritmo – Plena Libre - Cuban Masters: Los originales – verschiedene Künstler                                                 |                          |
| 2004                 | Ibrahim Ferrer                                                   | Kuba                    | Buenos hermanos                                                                  | - Poetas del son – Septeto Nacional Ignacio Pineiro - Pasado y presente – Soneros de Verdad presents Rubalcaba - Barbarito Torres – Barbarito Torres - Bajando Gervasio – Amadito Valdés                                                       |                          |
| 2005                 | Israel López „Cachao“                                            | Kuba Vereinigte Staaten | Ahora si!                                                                        | - Angel Meléndez and the 911 Mambo Orchestra – Angel Meléndez and the 911 Mambo Orchestra - Inólvidable – Cándido & Graciela - Flor de amor – Omara Portuondo - Recuerda a Beny Moré – Tropicana All Stars                                     |                          |
| 2006                 | Bebo Valdés                                                      | Kuba                    | Bebo de Cuba                                                                     | - Una noche inolvidable – Afro-Latin Jazz Orchestra mit Arturo O’Farrill - Masters of Cuban Son – Conjunto Progreso - Buena Vista Social Club Presents – Manuel "Guajiro" Mirabal - Tradición – Tropicana All Stars und Israel Kantor          |                          |
| 2007                 | Gilberto Santa Rosa                                              | Puerto Rico             | Directo al corazón                                                               | - Fuzionando – Oscar D’León - Salsatón: Salsa con reggaeton – Andy Montañez - Hoy, mañana y siempre – Tito Nieves - What You’ve Been Waiting For – Lo que esperabas – Tiempo Libre                                                             |                          |
| 2008                 | Juan Luis Guerra                                                 | Dominikanische Republik | La llave de mi corazón                                                           | - Greetings from Havana – ¡Cubanismo! - En primera plana – Issac Delgado - Arroz con habichuela – El Gran Combo de Puerto Rico - United We Swing – Spanish Harlem Orchestra                                                                    |                          |
| 2009                 | José Feliciano                                                   | Puerto Rico             | Señor Bachata                                                                    | - Cuba: Un viaje musical – A Musical Journey – Albita - Renacer – Dark Latin Groove - Frutero moderno – Gonzalo Grau y la Clave Secreta - Back on the Streets … Taste of Spanish Harlem Vol. 2 – New Swing Sextet - Donato Poveda und Rey Ruiz |                          |
| 2010                 | Luis Enrique                                                     | Nicaragua               | Ciclos                                                                           | - Así soy – Isaac Delgado - Guásabara – José Lugo Orchestra - Gracias – Omara Portuondo - Bach in Havana – Tiempo Libre |                          |
| 2011                 | Spanish Harlem Orchestra                                         | Vereinigte Staaten      | Viva la tradición                                                                | - El Gran Combo de Puerto Rico – Sin salsa no hay paraíso - Juan Luis Guerra – A son de guerra - Gilberto Santa Rosa – Irrepetible - Verschiedene Künstler – 100 sones cubanos                                                                 |                          |
| 2012                 | Israel López „Cachao“                                            | Kuba                    | The Last Mambo                                                                   | - Edwin Bonilla – Homenaje a los Buenos - José Rizo’s Mongorama – Monograma |                          |
| 2013                 | Marlow Rosado und La Riqueña                                     | Puerto Rico             | Retro                                                                            | - Raúl Lara y sus Soneros – Cubano soy - Eddie Montalvo – Desde Nueva York a Puerto Rico - Romeo Santos – Formula, vol. 1 |                          |
| 2014                 | Pacific Mambo Orchestra                                          | Vereinigte Staaten      | Pacific Mambo Orchestra                                                          | - Marc Anthony – 3.0 - Los Angeles Azules – Como te voy a olvidar - Verschiedene Künstler – Sergio George Presents Salsa Giants - Carlos Vives – Corazón profundo                                                                              |                          |
| 2015                 | Carlos Vives                                                     | Kolumbien               | Más corazón profundo                                                             | - El Gran Combo de Puerto Rico – 50 anniversario - Aymee Nuviola – First Class to Havana - PALO! – Live - Totó La Momposina – El asunto |                          |
| 2016                 | Rubén Blades mit Roberto Delgado & Orquesta                      | Panama                  | Son de Panamá                                                                    | - José Alberto „El Canario“ und Septeto Santiaguero – Tributo a los Compadres: No quiero llanto - Guaco – Presente continuo - Juan Luis Guerra und 4.40 – Todo tiene su hora - Victor Manuelle – Que suenen los tambores                       |                          |
| 2017                 | Jose Lugo & Guasábara Combo                                      | Puerto Rico             | Donde están?                                                                     | - Fonseca – Conexión - Juan Formell und Los Van Van – La fantasia homenaje a Juan Formell - Grupo Niche – 35 aniversario - La Sonora Santanera – La Sonora Santanera en su 60 aniversario                                                      |                          |
| 2018                 | Rubén Blades mit Roberto Delgado & Orquesta                      | Panama                  | Salsa Big Band                                                                   | - Albita – Albita - Doug Beavers – Art of the Arrangement - Silvestre Dangond – Gente valiente - Diego el Cigala – Indestructible |                          |
| 2019                 | Spanish Harlem Orchestra                                         | Vereinigte Staaten      | Anniversary                                                                      | - Charlie Aponte – Pa’ mi gente - Formell y los Van Van – Legado - Orquesta Akokán – Orquesta Akokán - Felipe Peláez – Ponle actitud |                          |
| 2020 26. Januar 2020 | Marc Anthony                                                     | Vereinigte Staaten      | Opus                                                                             | - Luis Enrique + C4 Trio – Tiempo al tiempo - Vicente García – Candela - Juan Luis Guerra 4.40 – Literal - Aymée Nuviola – A Journey Through Cuban Music                                                                                       |                          |
| 2021 14. März 2021   | Grupo Niche                                                      | Kolumbien               | 40                                                                               | - José Alberto „El Ruiseñor“ – Mi tumbao - Edwin Bonilla – Infinito - Jorge Celedon & Sergio Luis – Sigo cantando al amor (Deluxe) - Victor Manuelle – Memorias de navidad                                                                     |                          |
| 2022 3. April 2022   | Rubén Blades mit Roberto Delgado & Orquesta                      | Panama                  | Salswing!                                                                        | - El Gran Combo de Puerto Rico – En cuarentena - Aymée Nuviola – Sin salso no hay paraíso - Gilberto Santa Rosa – Colegas - Tony Succar – Live in Peru                                                                                         |                          |
| 2023 5. Februar 2023 | Marc Anthony                                                     | Vereinigte Staaten      | Pa’lla voy                                                                       | - La Santa Cecilia – Quiero verte feliz - Víctor Manuelle – Lado A lado B - Tito Nieves – Legendario - Spanish Harlem Orchestra – Imágines latinas - Carlos Vives – Cumbiana II                                                                |                          |
| 2024 4. Februar 2024 | Rubén Blades con Roberto Delgado y Orquesta                      | Panama                  | Siembra: 45° aniversario (en vivo en el Coliseo de Puerto Rico, 14 de Mayo 2022) | - Luis Figueroa – Voy a ti - Grupo Niche y Orquesta Sinfónica Nacional de Colombia – Niche sinfónico - Omara Portuondo – Vida - Mimy Succar & Tony Succar – Mimy & Tony - Carlos Vives – Escalona nunca se había grabado así                   | Rubén Blades 2019        |
| 2025 2. Februar 2025 | Tony & Mimy Succar                                               | Peru Vereinigte Staaten | Alma, corazón y salsa (Live at Gran Teatro Nacional)                             | - Muevense von Marc Anthony - Bailar von Sheila E. - Radio Güira von Juan Luis Guerra 4.40 - Vacilón santiaguero von Kiki Valera |                          |